# 토니 스페란데오

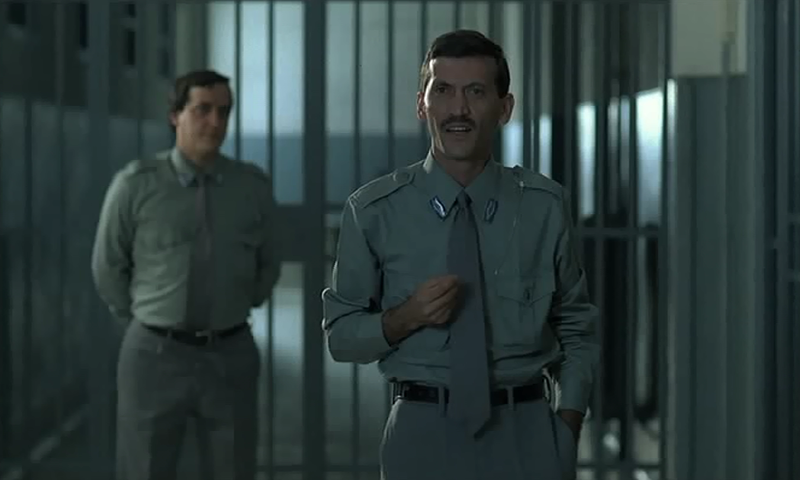

토니 스페란데오(Tony Sperandeo, 1953년 5월 8일 ~ )는 이탈리아의 배우, 가수, 텔레비전 배우이다.
팔레르모에서 태어났다.

## 영화
- 법과 정의 (2017년)
- 더 테일러스 와이프 (2012년)
- 블러드 오브 더 루저스 (2008년)
- 백번의 걸음 (2000년)
- 마피아 캅스 (1995년)
- 다크 파워 (1995년)
- 스타 메이커 (1995년)
- 에스코트 (1993년)
- 아클라 (1992년)
- 밤에도 태양이 (1990년)